# فولفغانغ لوته
كان فولفغانغ لوته (1922-1985) طبيبا نفسيا ألمانيا والذي جذب انتباه العالم الناطق بالإنجليزية نحو تدريب التحفيز الذاتي.
 إسهاماته في التدريب الذاتي وتعاونه على مدى عدة عقود مع جون شولتز ، مؤسس التدريب الذاتي، أدي إلى نسب الفضل إلى لوته كأحد مؤسسي الطريقة. كتابات لوته ودوراته التدريبية عززت من الطريقة كوسيلة علاجية في العديد من الأمراض.

## النشأة
ولد لوته في عام 1922 في لوبيك. وحصل على درجة الدكتوراه في هامبورغ في عام 1947. وكمتدرب صغير، التقى بجون شولتزالذي كان مؤسس تدريب التحفيز الذاتي وهو نظام التنويم المغناطيسي الذاتي والذي كان مقتصرا على ألمانيا والنمسا قبل وأثناء الحرب العالمية الثانية. أعجب لوته بنتائج تدريب التحفيز الذاتي في الربو و أصبح مساعدا لشولتز. استمر تعاونها طوال عمر شولتز، على الرغم من هجرة لوته إلى كندا في أواخر الأربعينيات.

## كتاباته
كتابه الأول ، التدريب الذاتي: النهج النفسي للعلاج النفسي، تأليفه بالاشتراك مع شولتز، ظهر في عام 1959. كان هذا الكتاب بناء على كتاب شولتز الصادر في عام 1932 وتحديثاته التالية والتي كانت متاحة باللغة الألمانية فقط. كان الكتاب الأول الذي يتحدث بشكل كامل عن تدريب التحفيز الذاتي باللغة الإنجليزية. تلا ذلك سلسلة من ستة مجلدات، العلاج التحفيزي الذاتي؛ أول ثلاثة مجلدات تم تأليفها مع شولتز؛ الثلاثة الأخيرة كُتبت بشكل مستقل بعد وفاة شولتز. منشوراته العديدة اشتملت على مقالات في الجريدة وعلى كتب تدريب.

## أواخر حياته المهنية
في السبعينات، كان يعمل على أساليب تعبئة الإبداع الفردي، كما هو موضح في كتابه المنشور في عام 1976 كتاب: طرق تعبئة الإبداع.
في عام 1979، انتقل لوته إلى فانكوفر، كولومبيا البريطانية. استمر في العمل السريري والكتابة، وكان مرتبطا مع جامعة سايمون فريزر. كان مشتركا في تطبيق أساليب التحفيز الذاتي لألعاب القوى التنافسية. في وقت وفاته كان يُعد الطبعة الألمانية من العلاج التحفيزي الذاتي، وكذلك في كتابة السيرة الذاتية لأوسكار فوغت، عالم الأعصاب والباحث من برلين،  الذي وفي نهاية القرن العشرين، قدم ملاحظات على التنويم الذاتي والتي كانت محورية في صياغة شولتز للتدريبات الذاتية القياسية.